# Ljubostinje
Ljubostinje – wieś w Chorwacji, w żupanii szybenicko-knińskiej, w gminie Unešić. W 2011 roku liczyła 60 mieszkańców.